# The Battle at Garden's Gate
The Battle at Garden's Gate é o segundo álbum de estúdio da banda de rock estadunidense Greta Van Fleet, lançado em 16 de abril de 2021. O primeiro single do álbum, "My Way, Soon", foi lançado em 9 de outubro de 2020 e liderou a parada de rock da Billboard Mainstream em janeiro de 2021.

## Contexto e gravação
A banda começou a escrever material para um segundo álbum de estúdio logo após terminar seu álbum de estreia, Anthem of the Peaceful Army, lançado em outubro de 2018. Já em janeiro de 2019, o baixista Sam Kiszka indicou que o álbum estava agendado para sair em algum momento de 2019, também. As sessões de gravação ocorreram em um período concentrado de 2 meses em meados de 2019. O álbum foi gravado com o produtor musical Greg Kurstin, que mais recentemente trabalhou com o Foo Fighters em Concrete and Gold e Medicine at Midnight.

## Temas e composição
Os comentários do início de 2019 da banda sobre o álbum iindicaram que ele teria um caráter tematicamente "mais mundano" do que o trabalho anterior, inspirado pelo fato da banda ver o mundo por meio de turnês. Além disso, eles pretendiam criar "uma evolução para seu som" depois que seu álbum anterior recebeu muitos comentários, tanto positivos quanto negativos, por ser muito semelhante ao trabalho do Led Zeppelin. Após a revelação do nome do álbum de The Battle at Garden's Gate no final de 2020, eles falaram mais sobre os temas, observando que era "definitivamente uma referência bíblica ", mas que o álbum se expandiu muito além disso, na ideia de "civilizações antigas" e " universo(s) paralelo(s)". A banda explora a experiência humana e como a religião e a guerra a afetam.  O álbum foi descrito como mais sombrio, cinematográfico e complicado do que o álbum anterior. Ver exemplos sombrios de pobreza e fome durante a turnê inspirou seu som mais tenebroso.

## Lançamento e divulgação
A banda lançou seu primeiro single do álbum, "My Way, Soon", em outubro de 2020. A canção foi estreada e tocada ao vivo em 8 de dezembro no The Late Show with Stephen Colbert, com figurinos e configuração de palco semelhante aos programas musicais dos anos 1970. Uma segunda música, "Age of Machine", foi lançada em dezembro de 2020. Em janeiro, "My Way, Soon" liderou a parada de músicas do Mainstream Rock da Billboard, a quinta música deles no topo das paradas.

## Antecipação e recepção
| Críticas profissionais | Críticas profissionais |
| Pontuações agregadas   | Pontuações agregadas   |
| Fonte                  | Avaliação              |
| ---------------------- | ---------------------- |
| Metacritic             | 64/100                 |
| Avaliações da crítica  |                        |
| Fonte                  | Avaliação              |
| AllMusic               | [ 18 ]                 |
| Classic Rock           | [ 19 ]                 |
| Consequence of Sound   | B                      |
| Exclaim!               | 7/10                   |
| Kerrang!               | 4/5                    |
| NME                    | [ 23 ]                 |
| The Observer           | [ 24 ]                 |
| PopMatters             | 3/10                   |
| Rolling Stone          | [ 26 ]                 |
| Sputnikmusic           | 4.0/5                  |

O álbum foi incluído em várias listas de "Álbuns Mais Antecipados de 2021", incluindo das publicações Rolling Stone, Vulture e Ultimate Classic Rock.
O solo de guitarra de "Age of Machine" foi eleito por leitores da Guitar World como o melhor de 2021.

## Faixas
| Faixas de The Battle at Garden's Gate |                                                        |         |  |
| N.º                                   | Título                                                 | Duração |  |
| 1.                                    | "Heat Above" (Calor Acima)                             | 5:40    |  |
| 2.                                    | "My Way, Soon" (Meu Jeito, em Breve)                   | 4:15    |  |
| 3.                                    | "Broken Bells" (Sinos Quebrados)                       | 5:50    |  |
| 4.                                    | "Built by Nations" (Construir Minhas Nações)           | 3:58    |  |
| 5.                                    | "Age of Machine" (Era de Máquina)                      | 6:53    |  |
| 6.                                    | "Tears of Rain" (Lágrimas de Chuva)                    | 3:50    |  |
| 7.                                    | "Stardust Chords" (Acordes de Poeira de Estrelas)      | 4:58    |  |
| 8.                                    | "Light My Love" (Acenda Meu Amor)                      | 4:30    |  |
| 9.                                    | "Caravel" (Caravela)                                   | 4:55    |  |
| 10.                                   | "The Barbarians" (Os Bárbaros)                         | 5:20    |  |
| 11.                                   | "Trip the Light Fantastic" (Dance Suavemente à Música) | 4:33    |  |
| 12.                                   | "The Weight of Dreams" (O Peso de Sonhos)              | 8:50    |  |
| Duração total:                        | Duração total:                                         | 63:32   |  |

## Créditos
- Joshua Kiszka – vocais
- Jacob Kiszka – guitarra
- Samuel Kiszka – baixo, teclados
- Daniel Wagner – bateria

## Paradas
| Parada (2021)                            | Posição mais alta |
| ---------------------------------------- | ----------------- |
| Austrália (ARIA)                         | 42                |
| Áustria (Ö3 Austria Top 40)              | 2                 |
| Bélgica (Ultratop Flandres)              | 13                |
| Bélgica (Ultratop Valônia)               | 1                 |
| Canadá (Billboard)                       | 11                |
| República Tcheca (ČNS IFPI)              | 91                |
| Países Baixos (Dutch Charts)             | 16                |
| Finnish Albums (Suomen virallinen lista) | 14                |
| França (SNEP)                            | 29                |
| Alemanha (Offizielle Deutsche Charts)    | 3                 |
| Irlanda (IRMA)                           | 62                |
| Itália (FIMI)                            | 6                 |
| Japão (Oricon)                           | 39                |
| Noruega (VG-lista)                       | 30                |
| Polónia (ZPAV)                           | 8                 |
| Portugal (AFP)                           | 15                |
| Escócia (Official Scottish Albums)       | 2                 |
| Espanha (PROMUSICAE)                     | 19                |
| Suécia (Sverigetopplistan)               | 11                |
| Suíça (Schweizer Hitparade)              | 3                 |
| Reino Unido (Official Albums Chart)      | 8                 |
| Reino Unido (UK Rock & Metal Albums)     | 2                 |
| Estados Unidos (Billboard 200)           | 7                 |
| Estados Unidos (Top Hard Rock Albums)    | 1                 |
| Estados Unidos (Top Rock Albums)         | 1                 |